# Književnost u 1945.
◄◄ | ◄ | 1942. | 1943. | 1944. | 1945.  | 1946. | 1947. | 1948. | ► | ►►
Arhitektura • Astronautika • Astronomija • Biologija • Film • Fotografija • Glazba • Kazalište • Kemija • Kiparstvo • Knjige • Književnost • Kršćanstvo • Meteorologija • Medicina • Planinarstvo • Politika • Pravo • Promet • Slikarstvo • Strip • Šport • Televizija • Znanost • Zrakoplovstvo • Željeznički promet
Književnost u 1945.

## Svijet

### Književna djela
- Slijepa ulica Isaaca Asimova
- Životinjska farma Georgea Orwella

### Nagrade i priznanja
- Nobelova nagrada za književnost:

## Hrvatska i u Hrvata

### Književna djela
- Gospođica Ive Andrića
- Na Drini ćuprija Ive Andrića
- Travnička hronika Ive Andrića

## Vanjske poveznice
|  | Zajednički poslužitelj ima još gradiva o temi Književnost u 1945. |